# Spatha (zwaard)

De Spatha (mv. Spathae) is het lange zwaard dat de Romeinse cavalerie gebruikte. Het model was identiek aan de gladius dat door de Romeinse legionairs werd gebruikt, maar het was langer. Het woord komt van het Griekse woord σπαθη, wat spatel betekent.

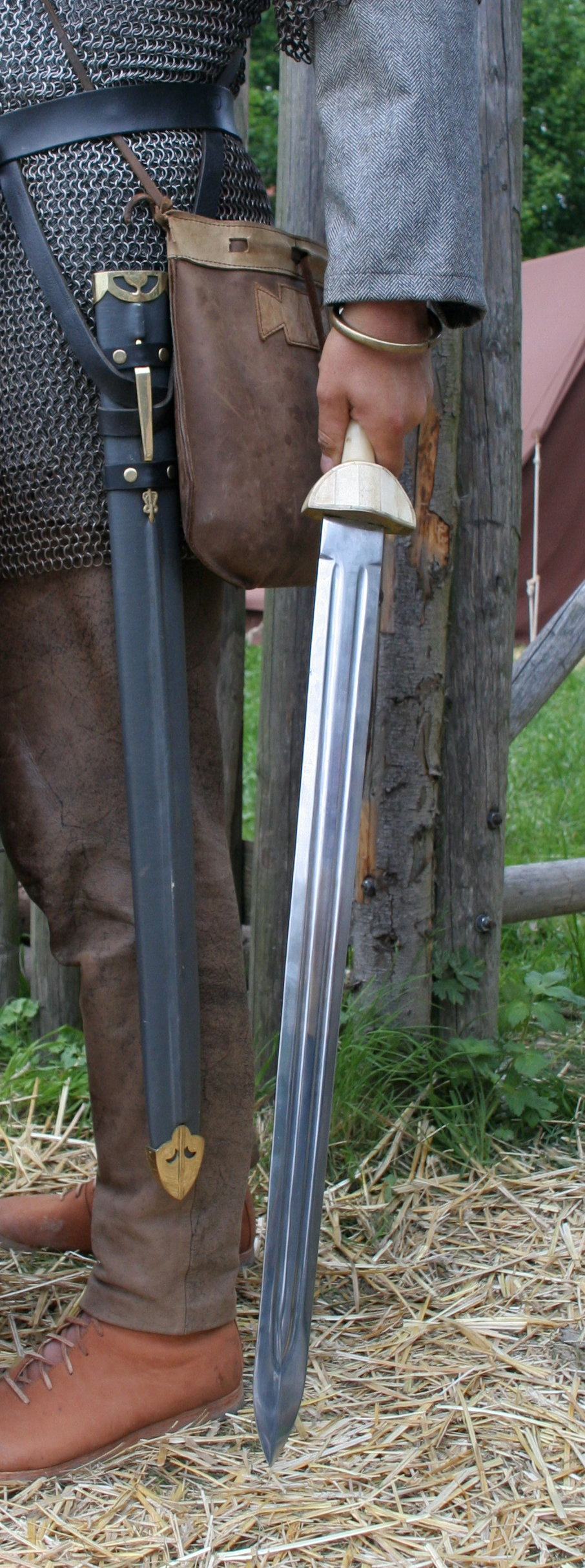
Reconstructie van een Spatha eind 2e eeuw

De Spatha werd niet alleen gebruikt om vanaf het paard uit te halen, maar ook tijdens een man-tegen-mangevecht. In de late keizertijd was ook de infanterie uitgerust met spathae. Naast het spatha werd ook nog de semi-spatha gebruikt als licht verdedigingszwaard.

De Spatha werd net als bij de legionair standaard aan de rechterkant gedragen bij de infanterie en links bij de cavalerie.

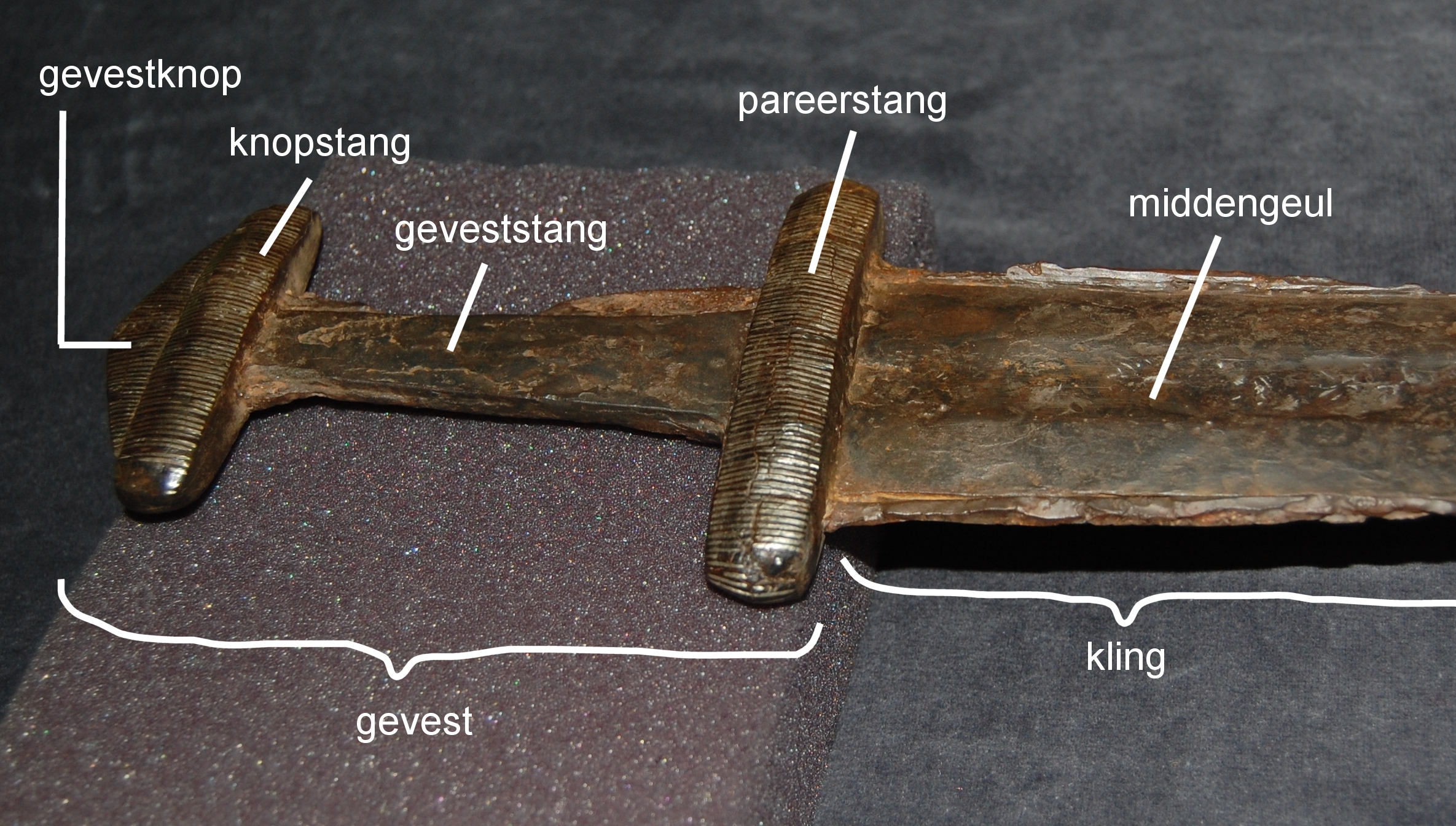
Onderdelen van het Zwaard van Woerden

In latere tijden werden soortgelijke zwaarden, ook spatha genoemd, gebruikt door de Franken. Er zijn diverse van dit soort zwaarden in Nederland gevonden, onder andere het Zwaard van Woerden. Deze spatha heeft verschillende onderdelen. Het gevest bestaat uit een gevestknop, knopstang, geveststang en pareerstang. De kling heeft een middengeul.